# 約翰·西爾弗
約翰·西爾弗（英語：Long John Silver）是蘇格蘭作家羅伯·路易斯·史蒂文生冒險小說《金銀島》中的虛構人物，為該作的主要反派角色。

## 人物描述
約翰·西爾弗曾在臭名昭著的海盜弗林特船長部下擔任軍需官。但他卻向屈利勞尼鄉紳宣稱自己曾在霍克上將部下服役，並在戰役中「失去了他的腿」。西爾弗有一個黑人老婆，以及一隻名叫「弗林特船長」的寵物鸚鵡，故事開始時，他在布里斯托爾經營著一家酒店。
由於吉姆·霍金斯此前曾被比爾·蓬斯警告過，所以特別留意獨腿的人，但他在與西爾弗初次見面後，卻打消了這個疑慮，因為西爾弗看上去就像是一個勤勞且和藹可親的水手。西爾弗被屈利勞尼鄉紳聘請，在伊斯班裊拉號上擔任船廚。在船上他對於吉姆·霍金斯特別地友善，而屈利勞尼鄉紳與李甫西大夫也都十分信任他，認為他是個誠實可靠的人，直到吉姆·霍金斯無意中在蘋果桶內聽見西爾弗和其他水手的對話後，才明白了他的陰謀詭計。以西爾弗為首的一幫水手正計畫在找到寶藏後發動叛變，吉姆·霍金斯在岸上親眼見到西爾弗殺害一名不願入夥的水手。
屈利勞尼、李甫西和斯摩列特船長等人逃到岸上的木屋裡防守，西爾弗在與他們談判不成後便指揮部下的海盜強攻，但終究未能打下木屋。由於西爾弗讓海盜在沼澤地宿營，這個錯誤決定導致他一半的手下都患上熱病。李甫西大夫前來與西爾弗談判，將木屋、藏寶圖及大部分物資都轉交給他，以換取安全撤離的機會，這讓西爾弗感到困惑。同時海盜們也開始質疑西爾弗船長的地位。當晚，回到木屋的吉姆·霍金斯被海盜們逮住，西爾弗馬上抓住這個機會，與吉姆約定，如果他被抓回英國審判的話，那吉姆就要為他作證，避免讓他被絞死；另一方面，他向部下的海盜聲稱吉姆是他們扣押的人質。
當西爾弗與海盜找到島上弗林特船長的寶藏，發現寶藏已被人席捲一空時，海盜們遷怒於西爾弗，意圖殺死他和吉姆，所幸李甫西、葛雷和本·甘恩及時趕到打敗了海盜。此後西爾弗顯露出一副痛改前非的樣子，但在回英國的途中，他鑿穿一面牆，偷走一袋金幣逃走。本·甘恩幫助西爾弗離開，因為他認為如果繼續留西爾弗在船上的話，他們總有一天會死在西爾弗手中。之後，吉姆·霍金斯再沒聽見有關西爾弗的任何消息，他相信西爾弗已經跟其老婆一起過上舒服的日子。

## 原型
根據作者史蒂文生本人的信件，約翰·西爾弗角色的原型是來自於史蒂文生的詩人朋友威廉·歐內斯特·亨利。亨利曾因患上肺結核而截肢，但他仍然保持樂觀的態度，史蒂文生的繼子勞埃德·奧斯朋形容亨利「肩膀很寬，留著紅色的大鬍子，拄著一根拐杖。他很愛笑、聰明過人，笑聲就像繞樑不去的樂聲」:24。

## 改編
約翰·西爾弗已在眾多《金銀島》的改編作品中登場，由不同的演員描繪過。其中最著名的是迪士尼1950年電影版本裡由勞勃·紐頓飾演的西爾弗，其帶有濃厚的西部鄉村口音。

### 電影

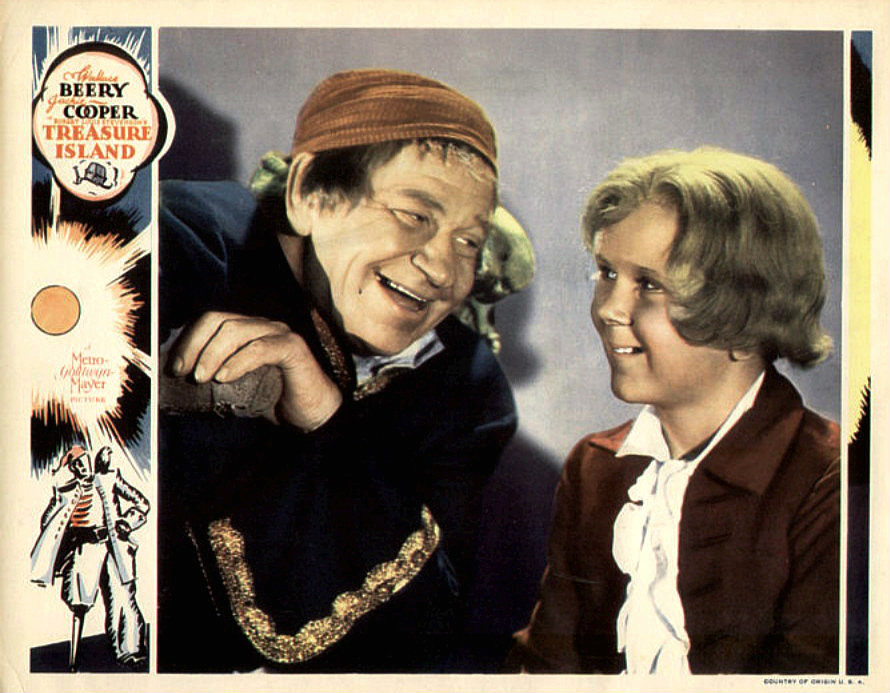
1934年電影《金銀島》中華理士·勃利飾演的西爾弗（左）。

- 在1920年無聲電影《金銀島（英语：Treasure Island (1920 film)）》中，由查爾斯·奧格爾（英语：Charles Stanton Ogle）飾演[7]。
- 在1934年電影《金銀島（英语：Treasure Island (1934 film)）》中，由華理士·勃利飾演[7]。
- 在1950年電影《金銀島（英语：Treasure Island (1950 film)）》中，由勞勃·紐頓飾演。電影結局時，李甫西等人堅持要將西爾弗送回英國受審，但西爾弗卻乘人不注意時奪走吉姆的手槍，制服了屈利勞尼，並駕駛著載有寶藏的小船離去。
- 在2002年動畫電影《星銀島》中，由Brian Murray配音[7]。被描繪為生化人。
- 在2006年電影《神鬼奇航：天涯海角（英语：Pirates of Treasure Island）》中，由藍斯·漢里克森飾演[7]。

### 電視劇
- 1987年的電視影集Treasure Island in Outer Space(台譯"太空金銀島"),由安東尼·昆飾演
- 在2012年電視迷你劇《金銀島（英语：Treasure Island (2012 miniseries)）》中，由埃迪·伊扎德飾演[7]。
- 在《金銀島》前傳電視劇《黑帆》（2014—2017年）中，由盧克·阿諾德飾演[7]。